# Říšská univerzita Poznaň
Říšská univerzita Poznaň (německy Reichsuniversität Posen) byla univerzita, založená nacisty 27. dubna 1941 v Poznani, po vojenské porážce Polska Německem a přičlenění Poznaňska k Velkoněmecké říši. Používala budovy a zařízení polské Univerzity Adama Mickiewicze v Poznani, kterou Němci zavřeli. Univerzita skončila spolu s německým ústupem před Rudou armádou v roce 1945.